# 伊集院光
伊集院光（日语：／ Ijūin Hikaru，1967年11月7日—）是日本搞笑藝人、广播人、原落语家。本名篠岡建（篠岡建），旧姓田中。出身于東京都荒川区西尾久，现居住于文京区。星企画（第5代三遊亭圓樂一門旗下经纪公司）成员，曾为自由业，現所屬經紀公司為Horipro。
身長183cm，体重125kg（一直在5kg范围内变动）。東京都立足立新田高等学校辍学。妻子是前偶像篠岡美佳。

## 关联条目
- 烏龍派出所 - 1980年代後半期开始，作品中的很多剧情给予了很多伊集院光在他的节目中的元素。